# Коулфилд, Эмма
Эмма Коулфилд Форд (англ. Emma Caulfield Ford; род. 8 апреля 1973, Сан-Диего, Калифорния) — американская актриса, наиболее известная по роли демона Ани Дженкинс в телесериале «Баффи — истребительница вампиров», и как Сюзан Китс в телесериале «Беверли-Хиллз, 90210».

## Биография
Эмма Чеккер родилась в Сан-Диего, Калифорния. Её мать работала профессиональной певицей. В средней школе Эмма изучала драму, и ходила на прослушивания в местные театры La Jolla Playhouse и Old Globe Theatre. Позже она отправилась в «Американскую школу в Англии» в Лондоне, Англия, где также в течение лета изучала драму. Там её талант получил признание от коллег по сцене.
После окончания дневной школы La Jolla Country Чеккер училась в университете штата Сан-Франциско, чтобы изучать психологию, но вскоре она бросила учёбу. В 1992 году Эмма переезжает в Лос-Анджелес.

## Карьера
Первую заметную роль Коулфилд сыграла в 1995 году в телесериале «Беверли-Хиллз, 90210». До 1996 года она появилась в тридцати эпизодах. В 1998 году Эмма исполнила свою самую известную роль, Ани Дженкинс, в телесериале режиссёра Джосса Уидона «Баффи — истребительница вампиров». Первоначально её персонаж появился в нескольких эпизодах, но вскоре Уидон включил Коулфилд в основной актёрский состав.
В 2003 году Эмма получила главную роль в фильме «Темнота наступает». В 2004 году она появилась в эпизоде телесериала «Детектив Монк» в роли Мередит Премингер. Также, в 2004 году Коулфилд сыграла высокомерную актрису в комедийном фильме «Побеждённая сторона». Сценаристом и режиссёром картины была близкая подруга актрисы Кэрри Боумен. В фильме, показанном на различных фестивалях, камео-роли сыграли некоторые актёры из «Баффи».
Эмма Коулфилд пробовалась на роль Шестой и Старбак для сериала «Звёздный крейсер «Галактика»».
Коулфилд является соавтором веб-комикса «Contropussy».

## Личная жизнь
23 августа 2006 года Коулфилд вышла замуж за Корнелиуса Гроббелара. Она подала на развод 13 мая 2010 года, сославшись на непримиримые разногласия.
В настоящее время Эмма замужем за актёром Марком Лесли Фордом. 24 марта 2016 года стало известно, что пара ожидает появления своего первенца. 10 июля у пары родилась дочь Найтли Лейк Форд.

## Фильмография
| Кино        | Кино                             | Кино                         | Кино                   |
| Год         | Название                         | Роль                         | Примечание             |
| ----------- | -------------------------------- | ---------------------------- | ---------------------- |
| 2003        | Темнота наступает                | Кейтлин Грин                 |                        |
| 2004        | Грузовичок с оркестром           | Эмма Коулфилд                |                        |
| 2007        | Пустота                          | Сара                         | Короткометражный фильм |
| 2009        | Почему я это делаю?              | Эмбер                        |                        |
| 2009        | Таймер                           | Уна                          |                        |
| 2010        | Ограничение                      | Виктория Пейтон              |                        |
| 2010        | Удаление                         | Дженнифер                    | Релиз                  |
| Телевидение |                                  |                              |                        |
| Год         | Название                         | Роль                         | Примечание             |
| 1994        | Судья Бёрк                       | Бет                          | Эпизод                 |
| 1994        | Сохранено для Белл               | Норс                         | Эпизод                 |
| 1994        | Отступник                        | Синди Моран                  | Эпизод                 |
| 1995        | Чудеса науки                     | Фиби                         | Эпизод                 |
| 1995, 1997  | Шёлковые сети                    | Кейт Доннер                  | 2 эпизода              |
| 1995-1996   | Беверли-Хиллз, 90210             | Сюзан Китс                   | 30 эпизодов            |
| 1996-1997   | Госпиталь                        | Лоррейн                      |                        |
| 1998        | Детектив Нэш Бриджес             | Репортёр                     | Эпизод                 |
| 1998—2003   | Баффи — истребительница вампиров | Аня Дженкинс                 | 85 эпизодов            |
| 2004        | Я хочу жениться на Райан Бенкс   | Чарли Нортон                 | Телевизионный фильм    |
| 2004        | Детектив Монк                    | Мередит                      | Эпизод                 |
| 2006        | По стопам своей матери           | Кейт Нолан                   | Телевизионный фильм    |
| 2006, 2007  | Робоцып                          | Нэнси                        | Озвучивание            |
| 2007        | Валентина Кэрол                  | Элли Симпс                   | Телевизионный фильм    |
| 2009        | Частная практика                 | Линн                         | Эпизод                 |
| 2010 — 2011 | Гигантик                         | Саша                         |                        |
| 2010 — 2011 | Life Unexpected                  | Эмма Брендшоу                | Главная роль           |
| 2012, 2016  | Однажды в сказке                 | Слепая ведьма                | 6 эпизодов             |
| 2016        | Супергёрл                        | Камерон Чейз                 | Эпизод                 |
| 2021        | Ванда/Вижн                       | Сара Проктор / «Дотти Джонс» | 3 эпизода              |

## Награды и номинации
Кинофестиваль в Беверли-Хиллс
- 2007 год: «Лучшая женская роль в короткометражном фильме» — «Пустота»

Премия «Спутник»
- 2003: Номинация в категории «Лучшая женская роль второго плана в драматическом сериале» — «Баффи — истребительница вампиров»

Премия Сатурн
- 2003: «Лицо жанра (женщина)» — «Темнота наступает» и «Баффи — истребительница вампиров»

Сиднейский кинофестиваль
- 2007: «Лучшая актриса в главной роли» — «Пустота»